# Elizabeth Webster
Elizabeth Webster (Rochester, ...) è un'attrice britannica.

## Carriera
L'attrice ha preso parte a partire dal 2012 a produzioni cinematografiche britanniche perlopiù indipendenti in ruoli secondari, oltre che a varie apparizioni televisive. È soprattutto nota per il ruolo di Viscera, personaggio del cast fisso di The Bloody Mary Show, e di Walda Frey (poi Bolton) nella serie televisiva HBO Il Trono di Spade (Game of Thrones).

## Filmografia

### Cinema
- Taylors Trophy, regia di Jason McDonald – cortometraggio (2009)
- Bella giornata per un matrimonio (Cheerful Weather for the Wedding), regia di Donald Rice (2012)
- London Zombies (Cockneys vs Zombies), regia di Matthias Hoene (2012)
- Frequencies, regia di Darren Paul Fisher (2013)
- Pubmonkey, regia di Jean-Claude Deguara (2015)
- Shoot Me. Kiss Me. Cut!, regia di Niko von Glasow (2015)
- Metronome, regia di Jeongmin Lee – cortometraggio (2017)
- Let Me Go, regia di Polly Steele (2017)
- Bewildered: A Covid-19 Story, regia di Neal Gavyn – cortometraggio (2021)
- Control, regia di Erica Miller – cortometraggio (2021)

### Televisione
- L'amore e la vita - Call the Midwife (Call the Midwife) – miniserie TV, 1 episodio (2012)
- The Bloody Mary Show – serie TV, 7 episodi (2012)
- The Spa – serie TV, 1 episodio (2013)
- Catherine Tate's Nan – film TV (2014)
- Il Trono di Spade (Game of Thrones) – serie TV, 5 episodi (2014-2016)
- Doctors – serie TV, 1 episodio (2019)